# Валевская, Мария
Графиня Мария Вале́вская (пол. Maria Walewska, урождённая Лончи́ньская; пол. Łączyńska; 7 декабря 1786, Керноза, Лодзинское воеводство, Польша — 11 декабря 1817, Париж) — польская дворянка, дочь гостыньского старосты Матвея Лончиньского, любовница Наполеона I, мать его сына — графа Александра Колонна-Валевского.

## Биография
Мария родилась 7 декабря 1786 года в Бродно, селении рядом с Кернозей. Метрика Марии, так же как и метрики её братьев и сестёр, не сохранилась, но дата её рождения известна из описи крестильных актов, обнаруженных в 1938 году Адамом Мауерсбергером. Она была третьим ребёнком и старшей дочерью гостыньского старосты Мацея Лончинского (герба Наленч) и Эвы, урождённой Заборовской. Отец Марии, участник восстания Костюшко, умер от ран в 1795 году.
После побед при Аустерлице (против русских и австрийцев), при Йене и Ауэрштедте (против пруссаков) Наполеон стал господином Европы. В конце 1806 года боевые действия были перенесены на территорию бывшей Польши, утерявшей в 1795 г. государственную самостоятельность. Юная Мария решила обязательно увидеть Наполеона и тайно приехала в Яблоновскую, через которую должен был он проезжать. Выбежав из толпы, она сказала, что все рады видеть его на польской земле. Правда, сам Наполеон, по воспоминаниям Монтолона, говорил о том, что впервые увидел Марию на балу у Талейрана в Варшаве (17 января 1807 года).
Высший свет Варшавы с интересом следил за стремительным развитием романа. За скромность и преданность Марию прозвали «Лавальер императора». В апреле 1807 года Наполеон перенёс свою штаб-квартиру во дворец Финкенштайн. Мария тайно посетила его и провела там три недели. Известно, что после битвы под Ваграмом (5 — 6 июля 1809 года) император встретился с Валевской в одном из поместий под Веной. Спустя две недели по приезде в Вену выяснилось, что Мария беременна. 
Впервые он [Наполеон] почувствовал полную уверенность, что может стать основателем династии, вопреки утверждениям императрицы Жозефины, которая возлагала на него всю вину за её бездетность. Правда, у императора уже был один незаконный отпрыск, родившийся незадолго до знакомства с Валевской от мимолётной связи с Элеонорой Денюель де ля Плэнь Ревель, хорошенькой чтицей сестры, подсунутой ему Мюратом, но в своём отцовстве он не вполне был уверен.<…> Что же касается Валевской, то даже тень сомнения не омрачала отцовской гордости. После этой героической проверки он имел право и даже обязан был развестись с Жозефиной и поискать новую императрицу, способную дать Франции наследника престола.
 Сын императора родился в Валевицах — родовом поместье мужа Марии камергера Анастазия Валевского. Осенью 1810 года Мария с двумя детьми переехала в Париж. Как сказал её современник: «Она делала добро, кому только могла, никому не чиня зла, посему и была повсюду почитаема и любима».

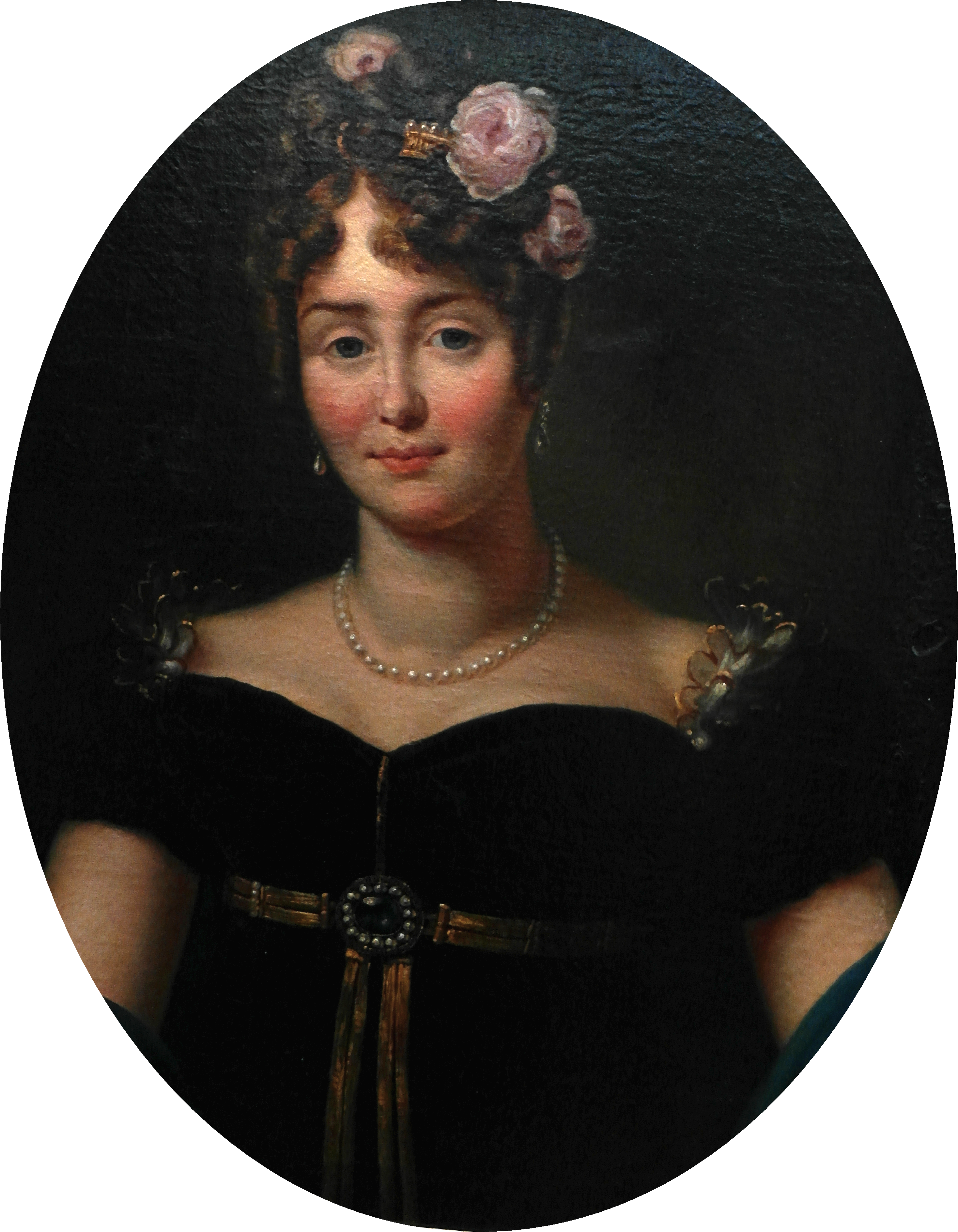
Портрет кисти Франсуа Жерара

После того, как Наполеон вступил в брак с Марией-Луизой Австрийской, отношения между ним и Валевской были прерваны. Мария виделась с императором исключительно по вопросам воспитания сына и обеспечения его будущего. Мемуаристка Анна Потоцкая отмечала: 
Вынужденная считаться с Марией-Луизой, очень, по словам её окружения, ревнивой, пани Валевская сумела в самом центре Парижа заставить людей усомниться, действительно ли она продолжает поддерживать тайные отношения с императором. Потому это и была единственная любовная связь, которую Наполеон поддерживал
 Наполеон позаботился о наследстве для сына: по декрету от 5 мая 1812 года тот стал владельцем майората в Неаполитанском королевстве и получил титул графа Империи. До совершеннолетия Александра майоратом должна была управлять его мать. Летом того же года Мария выехала в Польшу, чтобы развестись со своим мужем. Брак был расторгнут 24 августа 1812 года. Во Францию Валевская вернулась после провала русской кампании. Есть сведения, что Мария была официально принята при дворе в последний год правления Наполеона. Часто она бывала и в Мальмезоне у бывшей жены императора Жозефины.
В Париже Мария познакомилась со своим будущим вторым мужем — дивизионным генералом Филиппом-Антуаном д’Орнано (фр. Philippe Antoine Ornano) — родственником императора через свою мать Изабеллу Бонапарт.
После отречения императора и капитуляции Парижа Валевская пыталась встретиться с Наполеоном в Фонтенбло, но он не смог её принять. Низложенный император написал ей письмо, где выразил надежду на свидание в будущем. Мария с сыном, сопровождаемая своими родственниками, тайно навестила Наполеона на о. Эльба в начале сентября 1814 года. Последний раз Мария и Наполеон виделись после его поражения под Ватерлоо 28 июня 1815 года в Мальмезоне.
Летом 1816 года Валевская переехала в Брюссель, где 7 сентября обвенчалась с генералом Орнано. 9 июня 1817 года графиня Орнано родила сына, после родов состояние её здоровья резко ухудшилось (вероятно это была почечно-каменная болезнь). Мария настояла на возвращении в Париж. Зная, что скоро умрёт, она продиктовала секретарю свои воспоминания. В ноябре 1817 года семья Орнано переехала в Париж. Мария умерла 11 декабря 1817 года. Согласно последней воле Марии, она была погребена в семейном склепе в Кернозе под Ловичем.

## Архив Марии Валевской
После смерти Марии её бумаги были поделены путём жеребьёвки между тремя сыновьями. По-видимому каждый из них получил в том числе и экземпляр «Воспоминаний» матери. Таким образом, все бумаги Марии Валевской хранились в частных архивах её потомков  и были недоступны для её биографов. Первым серьёзным трудом о жизни Валевской стал биографический очерк Фредерика Массона, опубликованный в 1893 году. Массон первым из историков ознакомился с семейным архивом. Он же сделал выписки из «Воспоминаний» Марии с оригинала, предоставленного на время её наследниками.
Вторым серьёзным источником информации о «польской супруге императора» долгое время считалась книга её правнука Филиппа-Антуана д’Орнано «Жизнь и любовь Марии Валевской» («Life and loves of Marie Walewska» 1934—1935). Семейный биограф уверял, что его труд является «точно документированной биографией и точно соответствует правде». Исследователи наполеоновской эпохи охотно пользовались этой книгой, выдержавшей шесть изданий (на французском и английском языках). Однако в 60-х годах XX века на процессе наследников Орнано против историка Жана Савана утверждалось (на основании заявления Орнано, сделанного им незадолго перед своей смертью), что она не является историческим трудом, а «подлинные» письма сочинены им. Жан Саван, использовавший факты из книги Орнано, был обвинён в нарушении авторского права. Когда в ходе процесса защитники Савана потребовали предоставить документы из семейного архива из замка Браншуар для сличения с ними текста книги правнука Валевской, вдова Орнано заявила, что их не существовало: «Письма, заметки и разговоры <…> были придуманы покойным графом». Судом первой инстанции Саван был признан виновным в плагиате. Между тем он верил в то, что потомок Марии пользовался при написании книги некими архивами.

## Дети
От брака (с 17 июня 1803 — развод 24 августа 1812) с Анастазием Колонна-Валевским (ум. 1815), сын:
- Антоний Базыль Рудольф (13 июня 1805 — ?);

От связи с Наполеоном Бонапартом, сын:
- Александр Жозеф Флориан (4 мая 1810 — 27 сентября 1868);

От брака (с 7 сентября 1816) с Филиппом-Антуаном д’Орнано, сын:
- Рудольф Огюст (9 июня 1817—1865).

## Киновоплощения
- «Бог войны» (Польша, Франция, 1914) — актриса Мария Дулемба
- «Графиня Валевская[нем.]» (немой,Германия, 1920) — актриса Хелла Моя[нем.]
- «Завоевание[англ.]» (США, 1937) — Грета Гарбо
- «Наполеон: путь к вершине» (1955) — Лана Маркони
- «Марыся и Наполеон» (ПНР, 1966) — Беата Тышкевич
- «Schulmeister, espion de l’empereur» (Франция, 1971—1974) — Франсуаза Жиро (Françoise Giret)
- «Наполеон и любовь» (Англия, 1974) / «Napoleon and Love» — Кэтрин Шелл (Catherine Schell)
- «Наполеон и Жозефина» / «Napoleon and Josephine: A Love Story» (1987) — Венди Стокуэл (Wendy Stockle)
- «Наполеон в Европе» / «Napoléon et l’Europe» (Франция, 1991) — Иоанна Жепковска (Joanna Szczepkowska)
- «Наполеон» — Александра Мария Лара
- «1812: Уланская баллада» (Россия, 2012) — Светлана Меткина

## Разное
- В Польше производятся женские духи «Пани Валевска» с её профилем на коробке. А сам флакон имел форму дамы в кринолине.